# Autigny-le-Grand
Autigny-le-Grand é uma comuna francesa na região administrativa de Grande Leste, no departamento de Haute-Marne. Estende-se por uma área de 3,59 km². Em 2010 a comuna tinha 147 habitantes (densidade: 40,9 hab./km²).